# Мельник Олексій Валерійович
Олексі́й Вале́рійович Ме́льник — підполковник Збройних сил України. Командир 75-го окремого батальйону НГУ.

## З життєпису
У квітні 2015-го брав участь в навчаннях «Фіарлес Гардіан-2015».
Станом на лютий 2017-го — начальник відділення, Західне територіальне управління Національної гвардії України. З дружиною, двома синами та пасинком проживають у місті Хмельницький.

## Нагороди
За особисту мужність і героїзм, виявлені у захисті державного суверенітету та територіальної цілісності України, вірність військовій присязі під час російсько-української війни нагороджений
- орденом «За мужність» III ступеня (25.3.2015).